# Сондіка
Сондіка (баск. Sondika (офіційна назва), ісп. Sondica) — муніципалітет в Іспанії, у складі автономної спільноти Країна Басків, у провінції Біская. Населення — 4536 осіб (2009).
Муніципалітет розташований на відстані близько 330 км на північ від Мадрида, 3 км на північ від Більбао.
На території муніципалітету розташовані такі населені пункти: (дані про населення за 2009 рік)
- Басосабаль: 3771 особа
- Ланда: 83 особи
- Ісарца: 530 осіб
- Сангройс: 152 особи

## Демографія
Динаміка населення (INE ):

## Галерея зображень

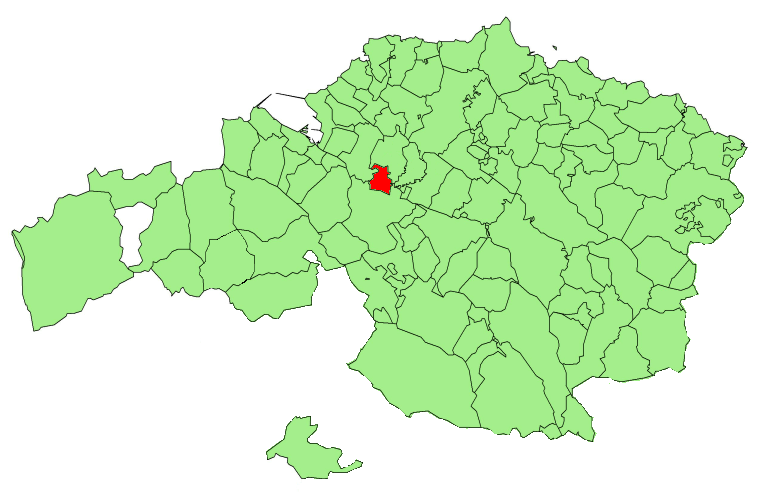
Розташування муніципалітету